# Maesa populifolia
Maesa populifolia är en viveväxtart som beskrevs av Carl Christian Mez. Maesa populifolia ingår i släktet Maesa och familjen viveväxter. Inga underarter finns listade i Catalogue of Life.